# Žabokreky nad Nitrou
Žabokreky nad Nitrou (in ungherese Nyitrazsámbokrét) è un comune della Slovacchia facente parte del distretto di Partizánske, nella regione di Trenčín.